# Michał Paszkowski
Michał Paszkowski herbu Zadora (ur. 1618, zm. 1670), duchowny greckokatolicki, od 1666 tytularny greckokatolicki arcybiskup smoleński, archimandryta ławryszewski.

## Życiorys
W latach 1633–1635 studiował w Kolegium jezuitów w Braniewie, następnie w papieskim kolegium w Wilnie (listopad 1635-sierpień 1637). W 1666 mianowany tytularnym greckokatolickim arcybiskupem smoleńskim a 3 sierpnia 1668 dodatkowo także archimandrytą kobryńskim.